# Уплив електронних сигарет на здоров'я
Безпечність електронних сигарет не є до кінця визначеною. Наразі дуже багато підлітків отримують рак легенів туберкульоз та рубці завдяки електронних сигарет в легенях скупчуються хімічні сполуки які розмоктують верхню оболонку легень   безпечність електронних сигарет може бути наслідком того, що існує досить широке різноманіття різних рідин та їх рідких складників, що, таким чином, змінює зміст пари, яка в кінцевому результаті постачається користувачеві. Але, в будь-якому випадку, електронні сигарети не є безпечнішими за паління традиційних сигарет. В липні 2014 року Всесвітня організація охорони здоров'я (англ. World Health Organizatin, WHO) представила звіт, в якому зазначались потенційні ризики використання електронних сигарет. Згідно зі звітом напівурядового агентства Англії (англ. Public Health England), допомагає уникати дим, а не вдихати його; таким чином, вчені дійшли до висновку, що «в нормальних налаштуваннях пристрою рівня вивільнення формальдегіду було, знайдено в значних кількостях». В одному звіті з обмежених джерел було показано, що ризик безпеки від електронних сигарет аналогічний ризику небезпеки від бездимного тютюну, рівень смертності від якого дорівнює близько 17 % ризику смертності від традиційних сигарет. В продукті було знайдено великий рівень токсичності, а також дуже високий рівень забруднення різними хімічними речовинами. Багато хімічних речовин, включаючи карбонільні сполуки, такі як формальдегід, ненавмисно можуть бути отримані коли ніхроновий дріт (нагрівальний елемент) торкається до рідини електронної сигарети і, нагріваючись, вступає в хімічну реакцію з цією рідиною. Електронні сигарети утворюють пар, який складається з ультрадисперсних частинок, які, в свою чергу, також знаходяться в діапазоні ультрадисперсних.
Довгострокові наслідки від паління можуть призвести до раку легень. В 2014 році було оприлюднено звіт неурядової громадської організації Cochrane review. У цьому звіті зазначалось, що при клінічних випробуваннях було знайдено багато серйозних побічних ефектів. Проте, були виявлені більш серйозні наслідки від використання продукту — це запалення горла що супроводжує  рак горла трахеї,туберкульоз легень серцева недостатність. Користувачі електронних систем подачі нікотину (англ. Electronic nicotine delivery systems, ENDS) є потенційно уразливими для нікотину. А він, в свою чергу, пов'язаний із серцево-судинними хворобами, отруєннями, а також хворобами у вагітних жінок та їх майбутніх дітей. У FDA, Управлінні продовольства і медикаментів США (англ. Food and Drug Administration) повідомили про основні побічні ефекти, що включають в себе випадки госпіталізації через пневмонію, серцеву недостатність, прискорене серцебиття та опіки. Є невеликий ризик вибухів при зміні потужності батареї.
У продукті було знайдено високий рівень токсичності, а також середній рівень забруднення різними хімічними речовинами. Кілька металевих частин електронних сигарет контактують з електронною рідиною і можуть забруднити її металами. Нормальні батареї електронних сигарет продукують дуже низький рівень формальдегідів. В 2015 році напівурядовим агентством Англії (англ. Public Health England) було опубліковано звіт про те, що за оцінками експертів електронні сигарети на 95 % більш шкідливі за куріння. Зниження напруги в електронних сигаретах (наприклад, до 5 вольт) може генерувати низькі рівні формальдегіду. В основі цього дослідження лежить технологія «puffing machine». Користувачі подібних пристроїв і певних налаштувань в них виявили, що не можуть використовувати пристрої через систему «сухих затяжок» («dry-puffs») високого рівня, яка, згідно зі звітом напівурядового агентства Англії (англ. Public Health England), допомагає уникати диму, а не вдихати його; таким чином, вчені дійшли до висновку, що «в нормальних налаштуваннях пристрою рівня вивільнення формальдегіду  було багато, або ж було знайдено в значних кількостях». У звіті 2014 року фахівці надають рекомендації того, що електронні сигарети мають бути регульовані для забезпечення безпеки їх користувачів. Існує обмежена кількість інформації з питань охорони навколишнього середовища на виробництвах електронних сигарет, а також в питаннях використання та утилізації як сигарет, так і їх змінних картриджів. Насправді ризик можливий від інгаляцій суміші пропіленгліколю і гліцерину. Про можливі довготривалі побічні ефекти інформації зараз достатньо.
Електронні сигарети утворюють пар, який складається з ультрадисперсних частинок, які, в свою чергу, також знаходяться в діапазоні ультрадисперсних. Було встановлено, що пара містить ароматизатори, пропіленгліколь, гліцерин, нікотин, а також невелику кількість токсикантів, канцерогенів, важких металів, металевих наночастинок та інших хімічних речовин. Вміст різних складників в парах електронної сигарети може варіюватися як між продуктами різних виробників, так і всередині різних продуктів однієї компанії-виробника. Тим не менш, електронні сигарети визначаються як шкідливий продукт. Існують побоювання, що деякі з основних парів, що видихаються користувачами електронної сигарети можуть вдихатися перехожими, особливо в приміщенні і, відповідно, мають значні побічні ефекти на пасивних курців. Оскільки електронних сигарет, що залучають процес аерозолізації. Припускається, що не викидається значимих кількостей окису вуглецю. Таким чином, ймовірно багато впливів на серцево-судинну систему, що викликані окисом вуглецю. Електронні сигарети, що використовуються в приміщеннях можуть поставити під загрозу підвищених рівнів нікотину і аерозольних викидів тих, хто не палить. Пасивні курці піддаються впливу аерозолю електронної сигарети. Дослідження показують, що у тих, хто знаходився в кімнаті разом з курцями, були виявлені рівні нікотин метаболіт котініна в крові. У тому ж дослідженні говориться, що 80 % нікотину, як правило, поглинається користувачем, тому ці результати можуть бути навіть вищими. У доповіді 2015 року, підготовлені напівурядовим агентством Громадської охорони здоров'я Англії (англ. Public Health England) прийшли до висновку, що електронні сигарети «вивільняють незначні рівні нікотину в навколишнє повітря без будь-яких виявлених ризиків для здоров'я в перехожих осіб». У 2014 році науковці рекомендують, що електронні сигарети обов'язково повинні регулюватися  для безпеки користувачів. Існує обмежена кількість інформації про будь-які екологічні проблеми, що пов'язані з виробництвом, використанням та утилізацією моделей електронних сигарет, які використовують картриджі.

## Ефекти на здоров'я

### Побоювання
Поява феномену електронних сигарет спричинила зростаючу хвилю занепокоєння серед медичної спільноти, фармацевтичних виробників та інших груп. Одна із проблем, що постали — це невідомі для здоров'я ризики в довготривалій перспективі. У звіті 2014 року фахівці рекомендують, щоб електронні сигарети обов'язково були належним чином регульовані для забезпечення безпеки покупців. В іншому огляді 2014 року заявлено, що ці продукти повинні бути розглянуті у світлі «повідомлень про несприятливі наслідки для здоров'я». Наприклад, вони посилаються на те, що у FDA, Управлінні продовольства і медикаментів США (англ. Food and Drug Administration) повідомляють, що електронні сигарети містять канцерогени і токсичні хімікати, такі як нітрозаміни і діетиленгліколь, які можуть бути потенційно шкідливими для організму людини. У Національній службі охорони здоров'я Великої Британії заявляють, що «у той час як електронні сигарети можуть бути безпечнішими, аніж звичайні сигарети, ми поки точно не знаємо про їх вплив на організм людини у довготривалій перспективі». Національна Рада раку в Австралії спільно з Фундацією серця (Австралія) випустили заяву, в якій повідомили, що «обмежені дані, вказують на ризик того, що широке поширення використання електронних сигарет просто скасували всю попередню роботу державної політики в Австралії, що, в свою чергу, зменшило привабливість використання сигарет в дітей. Вже є неперевірена інформація про те, що електронні сигарети конфісковуються в австралійських школах». Організація суспільства раку (Нова Зеландія) випустили заяву про позицію, яка стверджує, що «електронні сигарети є новим продуктом, який виглядає так само як сигарети. Вони і продаються подібним чином; також додаються такі солодкі аромати, такі як шоколад і фрукти. Саме вони орієнтовані на молодь і можуть заохотити молодих людей спробувати ці продукти». Іспанське товариство пульмонології та торакальної хірургії (ісп. SEPAR, Sociedad Española de Neumología y Cirugía Torácica) випустили заяву про позицію про «невибіркове використання» електронних сигарет. Це збільшує ризик для здоров'я населення і таким чином вони можуть заохочувати молодих людей почати курити. Вплив на здоров'я у активних користувачів електронних сигарет є невідомим.

### Недостатня кількість інформації
В Американському товаристві раку (англ. American Cancer Society) заявили, що «виробники електронних сигарет стверджують, що їх інгредієнти є „безпечними“, але це тільки означає, що інгредієнти були визнані безпечними як такі, які є безпечними для вживання в їжу. Вдихати такі речовини — це не те ж саме, що їх ковтати. Там питання в тому, наскільки безпечно вдихати деякі речовини, що знаходяться в парах електронної сигарети всередину легень». На офіційному вебсайті Контролю досліджень над тютюном Національного інституту раку, США smokefree.gov поширюється інформація про допомогу у процесі відмови від паління: «До того моменту як електронні сигарети ще законодавчо не регулюються, немає ніякого способу дізнатися, скільки вони містять нікотину або якихось інших хімікатів. Ці дві речі роблять рівень безпеки електронних сигарет абсолютно неясним». Ці дві речі роблять рівень безпеки електронних сигарет абсолютно неясним". В Національній асоціації окружних і міських медичних чиновників, США заявили, що «експерти в галузі охорони здоров'я висловили заклопотаність тим, що електронні сигарети можуть збільшити нікотинову залежність та рівень тютюнопаління серед молоді. Електронні сигарети можуть бути особливо привабливими для молоді через високотехнологічне проектування, широкий спектр доступних смаків, в тому числі й різних картриджів зі смаком цукерок або фруктів, а також через легкодоступність на сайтах онлайн-магазинів і в торгових центрах. Саме тому, що в майже у всіх юрисдикціях вони не оподатковуються як тютюнові вироби, електронні сигарети можна легко отримати молодим людям, для яких ціна є одним із найбільш пріоритетних чинників у виборі продукту». В Американській Діабетичній Асоціації заявляють, що «там немає доказів того, що електронні сигарети є здоровою альтернативою для некурящих». В Міністерстві охорони здоров'я Канади заявляють, що «їх безпека, якість та ефективність залишаються невідомими». Канадське товариство раку заявляє, що «кілька досліджень показали, що в деяких електронних сигаретах може бути низький рівень шкідливих речовин навіть в тому випадку, якщо вони не містять нікотину». В Канадському Фонді серця та інсульту заявляють, що «маркетинг і просування електронних сигарет є поширеним явищем. Саме через те, що вони орієнтовані на молодь, з'являються продукти із додаванням привабливих фруктових ароматизаторів, а також ароматизаторів із смаком цукерок».

### Позитивний бік
У 2015 році напівурядовим агентством Громадського здоров'я Англії (англ. Public Health England) було опубліковано доповідь про те, що за оцінками експертів електронні сигарети на 95 % менш шкідливі, аніж куріння. У серпні 2014 року на форумі Міжнародного пульмонологічного товариства заявили, що електронні сигарети не були продемонстровані як повністю безпечні. У Великій Британії Національний інститут охорони здоров'я та догляду (англ. The National Institute for Health and Care Excellence, NICE) не рекомендує електронні сигарети, так як завжди виникають питання, що стосуються безпеки, ефективності та якості цих продуктів. У червні 2014 року експерти в Американському лікарському коледжі заявили, що «на підставі наявних доказів вони вважають, що електронні сигарети можуть призвести до значного зниження поширеності куріння сигарет у Великій Британії і можуть запобігти великій кількості смертей та епізодів виникнення тяжких захворювань; також вони допомагають зменшити соціальну нерівність у сфері здоров'я, так як куріння тютюну в даний час її тільки посилює». У 2014 році Американська медична асоціація (англ. American Medical Association, AMA) закликала «приборкати продаж і практики з маркетингу компаній, які виробляють електронні системи подачі нікотину» для неповнолітніх. Багато користувачів вірять, що користування електронними сигаретами є безпечнішим і здоровішим за традиційні сигарети як для самих користувачів, так і для оточуючих.

### Негативний бік
В Американському товаристві раку (англ. American Cancer Society) заявили, що «виробники електронних сигарет стверджують, що їх інгредієнти є „безпечними“, але це тільки означає, що інгредієнти були визнані безпечними як такі, які є безпечними для вживання в їжу. Вдихати такі речовини — це не те ж саме, що їх ковтати. Там питання в тому, наскільки безпечно вдихати деякі речовини, що знаходяться в парах електронної сигарети всередину легень». Канадське товариство раку заявляє, що «кілька досліджень показали, що в деяких електронних сигаретах може бути низький рівень шкідливих речовин навіть в тому випадку, якщо вони не містять нікотину». В Канадському Фонді серця та інсульту заявляють, що «маркетинг і просування електронних сигарет є поширеним явищем. Саме через те, що вони орієнтовані на молодь, з'являються продукти із додаванням привабливих фруктових ароматизаторів, а також ароматизаторів із смаком цукерок». Звіт 2013 року показав, що ризик від електронних сигарет подібний за ризик від бездимного тютюну.

### Побічні ефекти

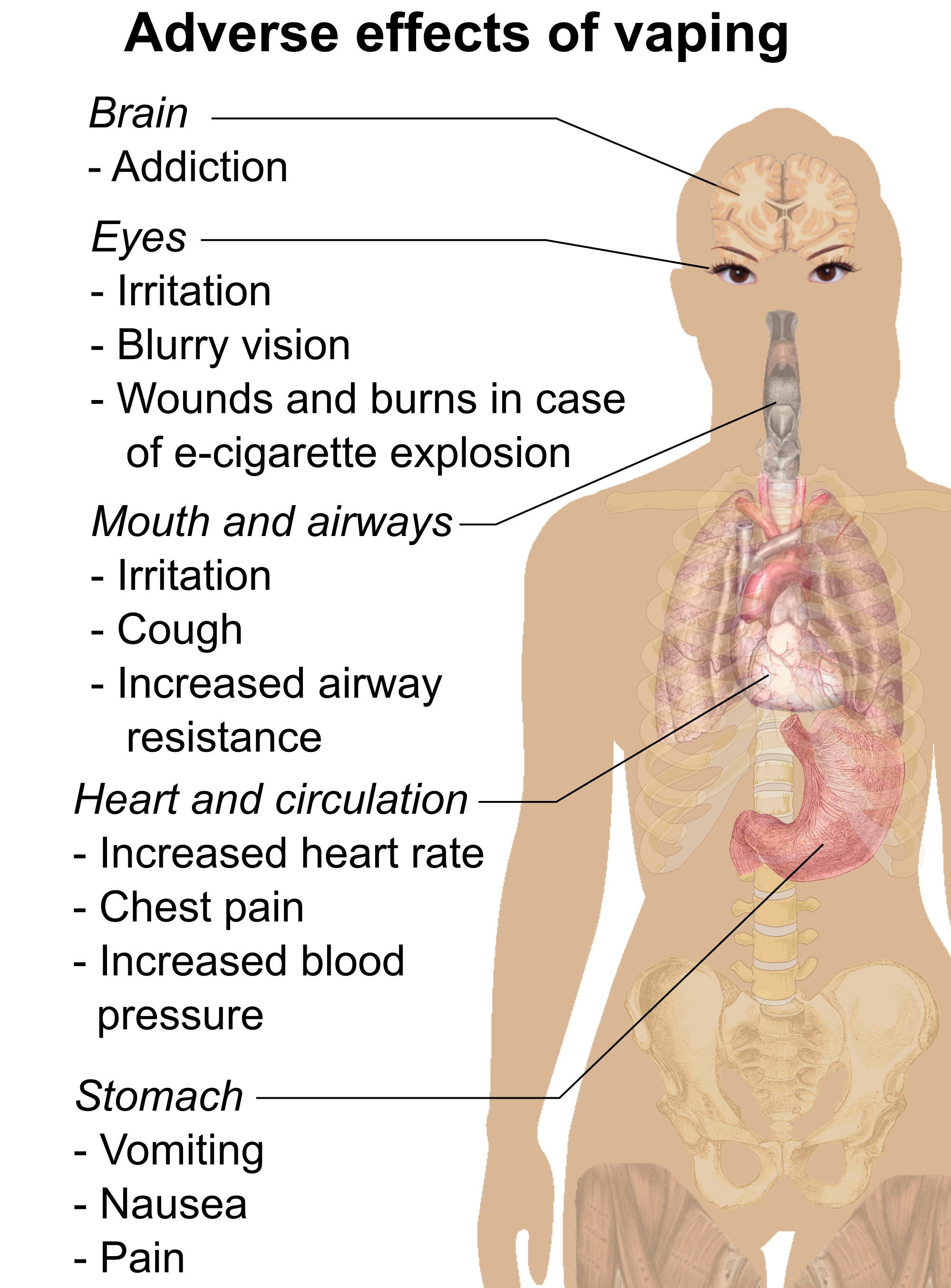
Побічні ефекти від паління.

До 2015 року короткострокові і довгострокові побічні ефекти від використання електронної сигарети залишаються неясними. Довгострокові дослідження, що стосуються наслідків використання електронної сигарети після хронічного впливу наразі недоступні. Поки невідомо чи є негативні наслідки від електронної сигарети на людей, що хворі на рак. У 2014 році було оприлюднено «Cochrane review», згідно з яким «ніяких серйозних побічних ефектів від електронної сигарети не було зареєстровано в дослідженнях».
Найбільш часто повідомлялося про менш шкідливі побічні ефекти електронних сигарет у порівнянні з курінням; були знижені такі побічні ефекти як задишка, кашель, зниження виділення слини, а також відзначається зменшення болю в горлі. Зазвичай повідомлення про побічні ефекти від використання електронних сигарет включають в себе подразнення верхніх дихальних шляхів, сухий кашель, сухість слизової оболонки, носову кровотечу, випуск цитокінів та прозапальних медіаторів, алергію, зниження рівня видихання оксиду азоту, головний біль, запаморочення, нервозність, безсоння, нудоту, блювання, сухість у роті, чорний язик, кровотечі, гінгівіт, спалювання шлунка, запор, серцебиття, біль у грудях, подразнення очей, почервоніння очей, сухість очей тощо. Це все може привести до пошкодження якості зору, зміни виразу бронхіальних ген, ймовірність раку легенів, затруднення дихання і тремтіння кінцівок.  Деякі кейси показують можливу шкоду для здоров'я, викликану електронними сигаретами у багатьох країнах, таких як США та Європі; найбільш поширеним був ефект сухості у роті та в горлі. Побічні ефекти, такі як подразнення горла, можуть бути результатом впливу нікотину, нікотинорозчинників або токсикантів в самому аерозолі. Найбільш часто повідомлялося про менш шкідливі побічні ефекти електронних сигарет у порівнянні з курінням; були знижені такі побічні ефекти як задишка, кашель, зниження виділення слини, а також відзначається зменшення болю у горлі.
У FDA, Управлінні продовольства і медикаментів США (англ. Food and Drug Administration) повідомили про основні побічні ефекти, що включають в себе випадки госпіталізації через пневмонію, серцеву недостатність, прискорене серцебиття та опіки. Однак між цими побічними ефектами та використанням електронної сигарети ніякого прямого відношення доведено не було; деякі з них можуть бути наслідками вже існуючих проблем зі здоров'ям. Багато із спостережуваних негативних ефектів (пов'язаних із впливом від користування електронними сигаретами на нервову і сенсорну системи, ймовірно, пов'язані з нікотиновим передозуванням). Так як електронні сигарети призначені для повторного використання, то вони можуть бути легко використані протягом тривалого періоду часу, який може сприяти підвищенню побічних ефектів. Електронні сигарети були пов'язані з меншою кількістю побічних ефектів, ніж нікотинові пластирі.

#### Отруєння
У молодих людей ризики із використанням електронної сигарети пов'язані з випадковим впливом нікотину. У дітей та неповнолітніх випадковим потраплянням може бути як прийом електронних рідин в їжу, так і вдихання парів електронної сигарети; також потенційною небезпекою є задуха від електронної сигарети. Нерегульоване використання електронних сигарет може бути ризикованим для маленьких дітей. Отруєння, що пов'язано з електронними сигаретами може відбутися при попаданні, інгаляції або ж поглинанні речовини.

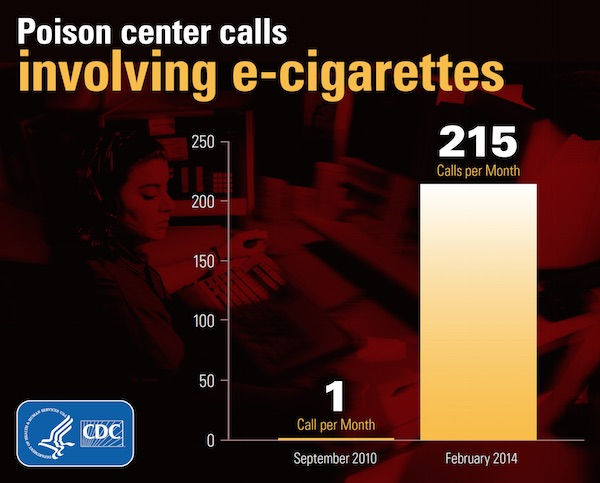
У Центрі контролю над отруєннями в США, що пов'язаний із електронними сигаретами зафіксували, що звернення про отруєння електронними сигаретами зросли від одного на місяць (вересень 2010 року) до двохсот дзвінків на місяць (лютий 2014 року)

У Центрі тютюнових продуктів в Управлінні продовольства і медикаментів (США) повідомили, що між 2008 роком і початком 2012 року було зафіксовано 47 випадків несприятливих побічних ефектів, що були пов'язані із електронними сигаретами; вісім з цих випадків були серйозно розглянуті. Причинно-наслідкового зв'язку між електронною сигаретою і зареєстрованими побічними ефектами встановлено не було взагалі. Винятками є два випадки в Сполучених Штатах. В першому випадку — це смерть немовляти, що задихнувся від картриджу, в другому — опіки від вибуху самого картриджу. У Сполучених Штатах Америки дитина померла після вживання рідкого нікотину в 2014 році, а інший подібний випадок був зафіксований в Ізраїлі в 2013 році. У грудні 2014 року, однорічна дитина у Нью-Йорку (район Форт Плейн) померла внаслідок випадкового проковтування нікотинової рідини.
Були зафіксовані дзвінки на гарячі лінії американських токсикологічних центрів, що пов'язані саме з рідинами електронних сигарет і спричинили проблеми із очима та шкірою; ці випадки були зафіксовані як у дорослих, так і у маленьких дітей. У Сполучених Штатах кількість дзвінків в токсикологічні центри, пов'язані з електронними сигаретами збільшилася в період між 2010 і 2014 роками. Таким чином, побічні наслідки від електронних сигарет тепер представляють 42 % усіх зареєстрованих випадків у порівнянні з тим, що було раніше (0,3 % усіх зареєстрованих випадків). В Управлінні отрутами в Каліфорнії зареєстрували 35 нещасних випадків контакту з електронними сигаретами з 2010 по 2012 роки. 14 з них були пов'язані з дитячою необережністю, а 25 — з випадковим контактом. 

#### Пожежі, вибухи та інші проблеми, що пов'язані із несправностями батарей
У більшості електронних сигарет використовуються літієві батареї, неправильне використання яких може призвести до великої кількості можливих аварій. У 2015 році в напівурядовому агентстві Громадської охорони здоров'я Англії прийшли до висновку, що ризик пожеж від електронних сигарет «як виявилось, можна порівняти з аналогічним ризиком від інших електричних товарів». Було рекомендовано, щоб стандарти якості виробництва були введені для того, щоб запобігти саме таким нещасним випадкам. Ймовірно, що кращий дизайн і єдині стандарти продукції, можуть істотно знизити ризики та кількість нещасних випадків.
У січні 2015 року Федеральне авіаційне управління, США (англ. U.S. Federal Aviation Administration) випустило попередження безпеки для авіаперевізників. Воно полягало в тому, що електронні сигарети перестали бути дозволені в багажних відділеннях після розгляду питань пожежної безпеки, так як вже було зафіксовано два випадки пожеж, спричинених електронними сигаретами. Міжнародна організація цивільної авіації (англ. International Civil Aviation Organization), а також Організація Об'єднаних Націй (англ. United Nations) рекомендують взагалі заборонити електронні сигарети в багажних відділеннях. В США заборонено використання електронних сигарет під час польоту.

#### Ризики, що пов'язані із електронною рідиною
Існує можливість того, що при вдиханні, при ковтанні або при попаданні на шкіру контакт із електронною рідиною може піддавати людей ризику високого рівня нікотину, а також забруднюючими речовинами в електронній рідині. Це може бути особливо ризиковано для дітей, вагітних жінок і годуючих матерів. Нікотин в електронній рідині може бути небезпечним також для дітей. Багато з картриджів і флаконів рідини не захищені від доступу дитини; тому ароматизовані рідини можуть привертати увагу дітей. Навіть частина електронної рідини може бути смертельною для маленької дитини. Надмірна кількість нікотину для дитини, яка здатна спричинити смертельну шкоду становить 0,1-0,2 мг/кг маси тіла. Випадкове проковтування тільки 6 мг може виявитись смертельним для дітей.
Викликає занепокоєння токсичність нікотину, у випадках коли дорослі навмисно можуть ковтати рідини електронних сигарет для суїцидального передозування. В 2012 році після введення до організму рідину електронної сигарети помер чоловік. Надмірна кількість нікотину для дорослого, яка може бути смертельною — це 0,5-1 мг/кг маси тіла. Летальна доза для дорослих становить від 30-60 мг. Американська асоціація центрів управління отрутами (англ. American Association of Poison Control Centers) зафіксували 3,638 випадків «впливів», пов'язаних з рідким нікотином станом на 30 листопада 2014 року.
Було зафіксовано випадки несумісного маркування фактичного вмісту нікотину із етикетками на упаковках електронних рідких картриджів від деяких брендів і, в окремих випадках, нікотин був знайдений там, де маркувалось, що в рідині взагалі «немає нікотину». У 2015 році в Напівурядовому агентстві Громадської охорони здоров'я Англії (англ. Public Health England) зазначили, що в цілому точність маркування значно покращилась. Найбільше порушень знаходять там, де зазначається більший рівень нікотину, аніж було затверджено. У зв'язку з непостійним вмістом нікотину рекомендується, щоб компанії-виробники електронних сигарет розробляти стандарти якості по відношенню до вмісту нікотину.
Через те, що існує нестача виробничих стандартів і контролю, чистота електронної рідини часто не є надійною і при тестуванні деяких продуктів було показано наявність токсичних речовин. У науково-дослідному онкологічному центрі в Німеччині (англ. German Cancer Research Center) випустили доповідь про те, що електронні сигарети не можуть вважатися безпечними якраз через ті технічні недоліки, які були виявлені. Недоліки включають в себе протікаючі картриджі, випадковий контакт з нікотином при заміні картриджів і можливість ненавмисного передозування. В Адміністрації терапевтичних товарів, Австралія (англ. Therapeutic Goods Administration, TGA) заявили, що «деякі зарубіжні дослідження показують, що електронні сигарети, які містять нікотин можуть бути небезпечним, забезпечуючи ненадійні дози нікотину (вищі або нижчі від зазначеної кількості), або ж містять токсичні хімічні речовини, канцерогени або витік нікотину. Витік нікотину є небезпечним як для користувача електронних сигарет, так і для оточуючих людей, особливо дітей».

## Токсикологія
Довгострокові наслідки впливу для здоров'я від використання електронних сигарет невідомі. Також довгострокові наслідки для здоров'я від головних інгредієнтів нікотину — хімічних речовин і пропіленгліколю в самому аерозолі, повністю не зрозумілі. Існують обмежені дані про токсичність електронних сигарет, проте недостатньо даних для повної токсикологічної оцінки. Хімікати і токсичні речовини, що включені до електронної сигарети, не були повністю розкриті і їх безпека не гарантується. Їх склад подібний за токсичністю до інших нікотинозамісних продуктів, але немає достатньо даних, щоб зробити кінцеві висновки. У Великій Британії в Національній службі здоров'я (англ. National Health Service) зазначили, що токсичні хімічні речовини, які були знайдені FDA, були на рівні однієї тисячної сигаретного диму і, що в той час як немає ніякої впевненості, що ці маленькі впливи також не є шкідливими, перші результати випробувань дають надію, що вони будуть позитивними. У той час як існують відмінності в інгредієнтах і концентратах інгредієнтів у електронній рідині електронних сигарет, тютюновий дим містить тисячі інших хімічних речовин, більшість з яких не є зрозумілими і багато з яких відомі і вже марковані, як достатньо шкідливі.

### Канцерогенність
Побоювання з приводу канцерогенності електронних сигарет виникають як через складники самого нікотину, так і через інші хімічні речовини, які можуть бути наявні в парах електронної рідини. Що стосується нікотину, то є докази як з лабораторних досліджень, так і досліджень на тваринах, що нікотин може відігравати роль каталізатора пухлини, але канцерогенність була продемонстрована в дослідженнях лише у природних умовах. В 2014 році у Представництві з питань охорони здоров'я в Федеральному уряді загальної хірургії в США (англ. Surgeon General of the United States) прийшли до висновку, що результати різних досліджень «не вказують на ключову роль для нікотину в просуванні канцерогенезу у людини, і, очевидно, ризики, якщо такі існують, менші, аніж у куріння тютюну». У доповіді фахівці приходять до висновку, що «існує недостатньо даних, щоб зробити висновки, що нікотин викликає або сприяє виникнення раку у людини, але є докази того, можливе виникнення раку горла, стравоходу, підшлункової залози тощо». Також старіші варіанти нікотинозамісних продуктів не були показані як такі, що пов'язані з раком в реальному світі.
Немає довгострокових досліджень щодо ризику розвитку раку, пов'язаного з малим рівнем впливу на організм виявлених канцерогенів, які можуть бути в парах електронної сигарети. У жовтні 2012 року у Всесвітній медичній асоціації (англ. World Medical Association) заявили: «Виробники та маркетологи електронних сигарет часто стверджують, що використання їх продукції є безпечною альтернативою палінню особливо через те, що вони не виробляють канцерогенний дим. Тим не менш, жодних досліджень не проводилося, щоб визначити, що пара не є канцерогенною. Також варто пам'ятати і про інші потенційні ризики, пов'язані з використанням цього пристрою».

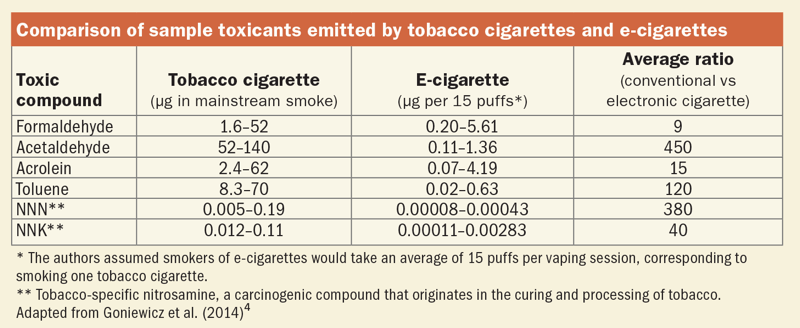
Діаграма, що відображає рівні токсинів, які були виміряні в димі електронної та традиційної сигарет.

Оскільки електронні рідини, що містять нікотин виготовляються з тютюну, то вони можуть містити домішки. Наприклад, котинін, анабазин, анатабін, міосмін і бета-нікотирин. Більшість електронних сигарет оцінюються за рівнем канцерогенів у вмісті нітрозамінів (ТНА) і канцерогенів толуолу. Тим не менш, в порівнянні з традиційним сигаретним димом, токсичний рівень речовини, що зазначений в парах електронної сигарети був в 9-450 разів меншим. Отже, електронні сигарети не можуть вважатися безпечними і досі не існує визначеного безпечного рівня канцерогенів. Проте, вони є однозначно безпечнішими, аніж тютюнові сигарети.
У огляді 2014 року було показано більш високі рівні канцерогенів і токсинів, ніж у затверджених FDA (англ. Food and Drug Administration, FDA) нікотинових інгаляторах, припускаючи, що FDA затверджують лише ті пристрої, що можуть доставляти нікотин більш безпечним способом. У 2014 році у Всесвітній фундації легенів (англ. World Lung Foundation) заявили, що «багато електронних сигарет містять токсини, забруднюючі речовини і канцерогени, таким чином виникає конфлікт у тому, що виробники представляють галузь електронних сигарет як більш чисту, здорову альтернативу. Також варто пам'ятати про значні зміни в кількості нікотину, що поставляється в різних продуктах різних марок. Ця інформація не є відкритою для споживачів і тому вони дійсно не знають які речовини вони вживають і в яких кількостях».
Огляд 2014 року показав, що «різні хімічні речовини і надтонкі частинки, відомі як токсичні і канцерогенні можуть призводити до дихальної та серцевої недостатності; вони були визначені як такі через їх склад в аерозолях електронних сигарет, картриджів, заправок до них, рідин та, відповідно, викидів у навколишнє середовище». Кілька з методів, що використовуються для аналізу хімічного складу електронних сигарет в дослідженнях були затверджені як достовірні.

### Пропіленгліколь та інші хімікати

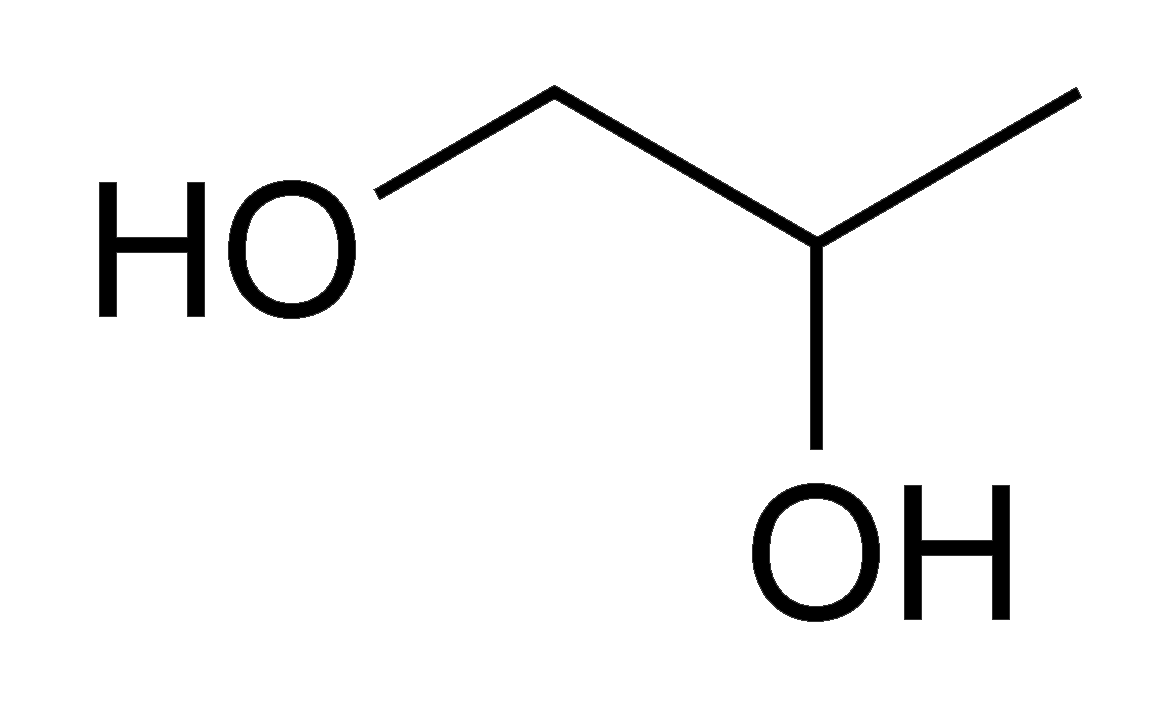
Молекула пропіленгліколю

Первинними базовими компонентами рідкого розчину є пропіленгліколь і гліцерин. Близько 20 %-27 % пропіленгліколю і гліцерину містяться в рідких частинках і, відповідно, потрапляють у дихальні шляхи. Контакт із пропіленгліколем може викликати подразнення очей і дихальних шляхів. Ризик від вдихання пропіленгліколю і гліцерину насправді дуже низький. Незважаючи на те, що пропіленгліколь і гліцерин були показані як безпечні. Довгострокові побічні ефекти інгаляцій пропіленгліколю досі не визначені. Деякі дослідження стверджують, що викиди пропіленгліколю можуть викликати подразнення дихальних шляхів і підвищують ймовірність розвитку астми. Щоб зменшити ризики, багато компаній електронних сигарет використовують очищену воду і гліцерин замість пропіленгліколю для виробництва аерозолів. Ефекти від інгаляцій гліцерину також невідомі.
У вмісті аерозолів деяких електронних сигарет було знайдено акролеїн. Він може з'являтися у випадках, коли гліцерин нагрівають до більш високих температур, аніж зазвичай. Стосовно побічних ефектів, то акролеїн може викликати подразнення верхніх дихальних шляхів. Рівні акролеїну були знижені до 60 % у тих, хто палить як електронні, так і традиційні сигарети; на 80 % вони були знижені для тих, хто повністю перейшов на користування електронними сигаретами в порівнянні з традиційними. В електронній сигареті було знайдено бутилацетат, диметилкарбонат, бензойна кислота, хінолін, і біс(2-етилгексил) фталат.
Рівень токсичності самих електронних сигарет і електронної рідини може сильно варіюватися, оскільки існують відмінності в конструкціях та матеріалах самих пристроїв, у способах постачання рідини, використання або невикористання належної виробничої практики і неналежних підходів до контролю якості. Якщо вплив аерозолів на пропіленгліколь і гліцерин піднімається до рівня, який вже потрібно розглянути в контексті умов на робочому місці, то також було б доцільно дослідити вплив на здоров'я опромінених осіб. Короткотермінові побічні ефекти і токсичність електронних сигарет на організм людини є низькою, за винятком деяких людей, в яких присутня негативна реакція дихальних шляхів.

#### Смакові властивості електронної сигарети
Істотною особливістю пропіленгліколю або сумішей гліцерину є те, що вони можуть складатися як з натуральних, так і штучних речовин; таким чином це забезпечує його найкращі смакові властивості. Рівень цитотоксичності електронних рідин може варіюватися. Деякі аромати вважаються токсичними, а деякі з них є схожими на відомі канцерогени. Як правило, смакові добавки неточно описані на упаковках продукту і тут використовуються такі терміни як «рослинні ароматизатори». Незважаючи на те, що вони схвалені для людського споживання немає жодних досліджень, які б показали короткострокові або довгострокові наслідки від їх вдихання.. Деякі штучні ароматизатори були продемонстровані як цитотоксичні. Цитоксичність в основному залежить від кількості доданих ароматичних добавок. Коричний альдегід (англ. Cinnamaldehyde) був документально визначений як високоцитотоксичний матеріал, але як такий, що забезпечує смак кориці в аерозолях електронних сигарет. Діацетил і ацетилпропионіл можуть впливати на респіраторні захворювання при вдиханні; це може відбутися через ті речовини, що були виявлені в солодких ароматизованих рідких аерозолях. Дослідження показали, що бальзамічно-ароматизовані електронні сигарети, які не містять нікотину, здатні викликати прозапальні вивільнення цитоксинів в легенях епітеліальних клітин і кератиноцитів. Деякі добавки можуть бути додані для того, щоб понизити роздратування дихальних шляхів. Точні інгредієнти електронних сигарет не є відомими. У довгостроковій перспективі токсичність залежить від домішок та забруднювальних речовин у електронній рідині.

#### Формальдегід
У Міжнародній агенції дослідження раку, Франція (IARC) було класифіковано формальдегід як людський канцероген, а ацетальдегіду призначено категорію потенційно канцерогенної речовини для здоров'я людини. Формальдегід, ацетальдегід, акролеїн і гліоксаль часто ототожнюють коли говорять про склад аерозолів електронної сигарети. Вони виробляються коли рідина нагрівається за допомогою нагрівального елементу до високих температур. Альдегіди можуть мати в подальшому шкідливі наслідки для здоров'я людини; хоча, в більшості випадків, кількість інгаляційних доз в електронних сигаретах менша, аніж у традиційних. Огляд 2014 року огляд показав, що пропіленгліколь, який міститься в рідині, виробляється з найбільшою кількістю карбонілів. Було встановлено, що рівнів токсичних речовин в парах на 1-2 порядки менше, ніж в сигаретному димі, але більше, ніж в нікотині інгалятора.
Рівень вихідної напруги у батареї впливає на рівень карбонільних сполук в парах. Кілька нових поколінь електронних сигарет дозволяють користувачам підвищувати кількість парів і нікотину через можливість зміни вихідної напруги батареї. Зниження напруги (наприклад, 3,0 вольт) допомагає виробляти пар з рівнем формальдегіду і ацетальдегіду приблизно в 13-807 разів меншим, аніж продукується в сигаретному димі. Технологія «dripping» («капання»), в якій рідина потрапляє безпосередньо на розпилювач може створювати такі карбонільні сполуки як, наприклад, формальдегід.
При звичайному використанні електронних сигарет створюються дуже низькі рівні формальдегіду. В огляді 2015 року було показано, що останні покоління електронних встановлені на більш високі потужності і, таким чином, можуть генерувати такі ж самі або вищі рівні формальдегіду в порівнянні з курінням сигарет. Огляд 2015 року показав, що ці рівні були результатом перегріву у тестових умовах і взагалі те, що вони мають дуже мало спільного з загальним користуванням. В 2015 році фахівці в напівурядовому агентстві Громадської охорони здоров'я Англії (англ. Public Health England) поширили доповідь, в якій, посилаючись на дослідження, вони прийшли до висновку, що при застосуванні максимальної потужності і збільшення часу на використання пристрою, шляхом термічної деструкції електронні рідини в них можуть виробляти більш високі рівні формальдегіду. Користувачі помічали «сухі затяжки» і уникали їх. Проте, в доповіді не було зазначено висновку, в якому було би сказано, що «немає ознак того, що користувачі електронних сигарет піддаються небезпечним рівням альдегідів».

#### Нікотин

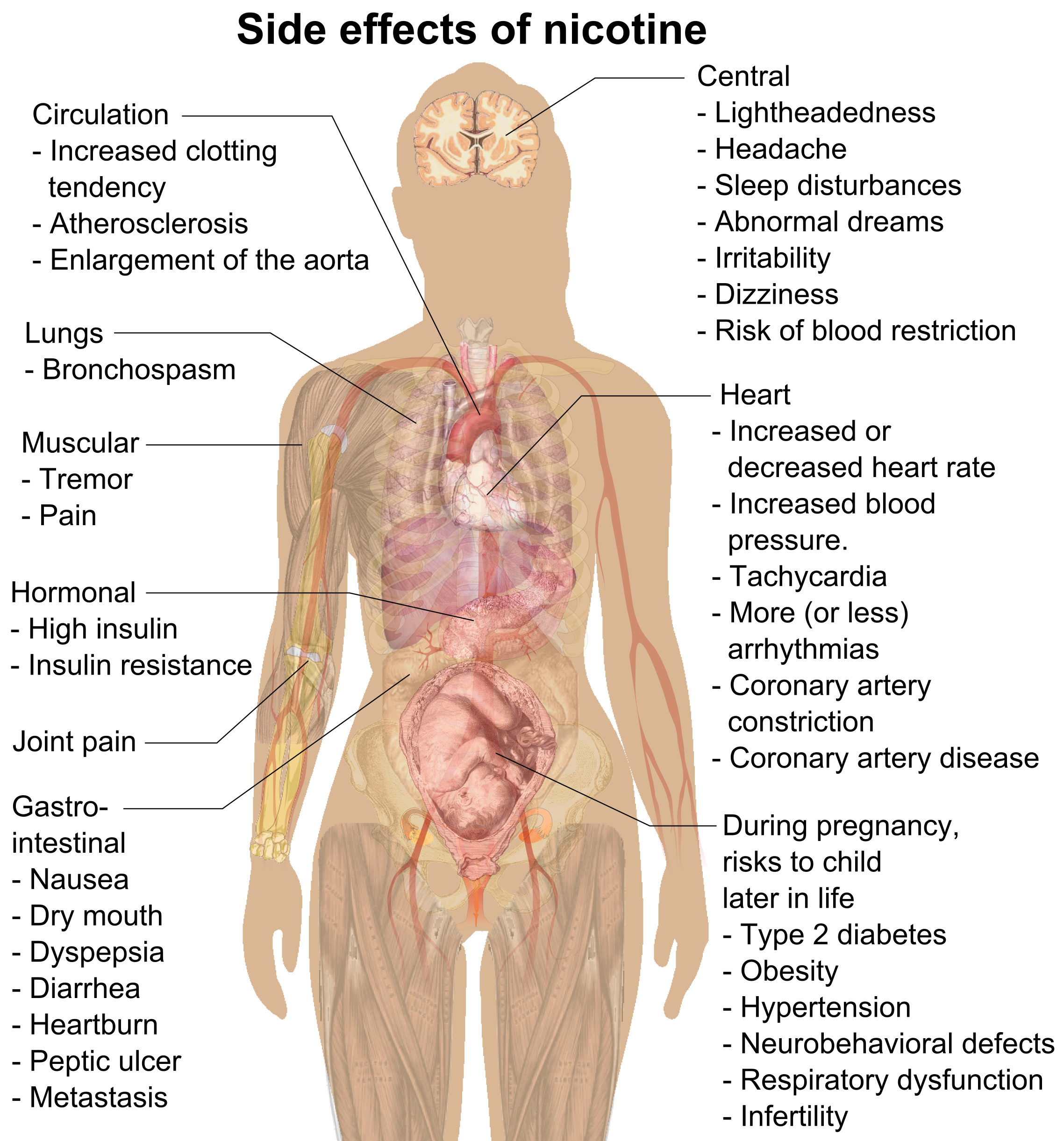
Можливі побічні ефекти від нікотину.

Існує питання безпеки від нікотинового опромінення від електронних сигарет, яке може викликати звикання та інші побічні ефекти. Нікотин розглядається як потенційно смертельна отрута. Існують побоювання, що вплив на користувача електронної сигарети може бути шкідливим до токсично критичних рівнів нікотину.  Проте, у малій кількості нікотин, що подається в електронних сигаретах, навряд чи є смертельним; передозування ж, на відміну від цього, можуть бути наслідком потужної кількості нікотину в електронній сигареті. Це може статися шляхом потрапляння або поглинання рідин через шкіру людини. Вплив нікотину на здоров'я немовлят і дітей залишаються неясним.
Електронні сигарети забезпечують постачання нікотину до крові швидше, аніж нікотинові інгалятори. Ці рівні нікотину у крові користувача є вищими, аніж у користувачів нікотинозамісних продуктів. Наскільки істотно різняться між собою електронні сигарети у постачанні нікотину і досі залишається неясним. Рівні сироватки котініна співставні з традиційними сигаретами, але неправильно було би покладатися на лише користувача та його пристрій.

##### Перше покоління девайсів
У порівнянні з тютюновими сигаретами у перших поколіннях електронних сигарет зазвичай поставлялася досить низька кількість нікотину. Використання електронних сигарет може бути пов'язана з істотною дисперсією нікотину, таким чином генеруючи концентрацію в плазмі нікотину, яку можна порівняти з традиційними сигаретами. Нікотин, що поставляється з електронних сигарет, потрапляє в організм користувача повільніше, аніж шляхом традиційних сигарет. Дослідження показують, що недосвідчені користувачі отримують помірну кількість нікотину з електронної сигарети. Подальші проблеми з'явились від невідповідних кількостей між доставленим нікотином до самого пристрою і до організму людини.

##### Новіші покоління девайсів
Пізніші покоління електронних сигарети подають нікотин більш ефективно, аніж перше покоління електронних сигарет. Вони можуть подавати нікотин вже концентровано і на рівні аналогічних традиційних сигарет. Електронні сигарети з сильною батарею вирішують проблему підвищення температури, яка може піднімати рівні нікотину в крові до такого, як в традиційних сигаретах. Дослідження показують, що досвідчені користувачі електронних сигарет можуть отримати стільки нікотину з електронної сигарети, скільки і від традиційних сигарет.

##### Занепокоєння

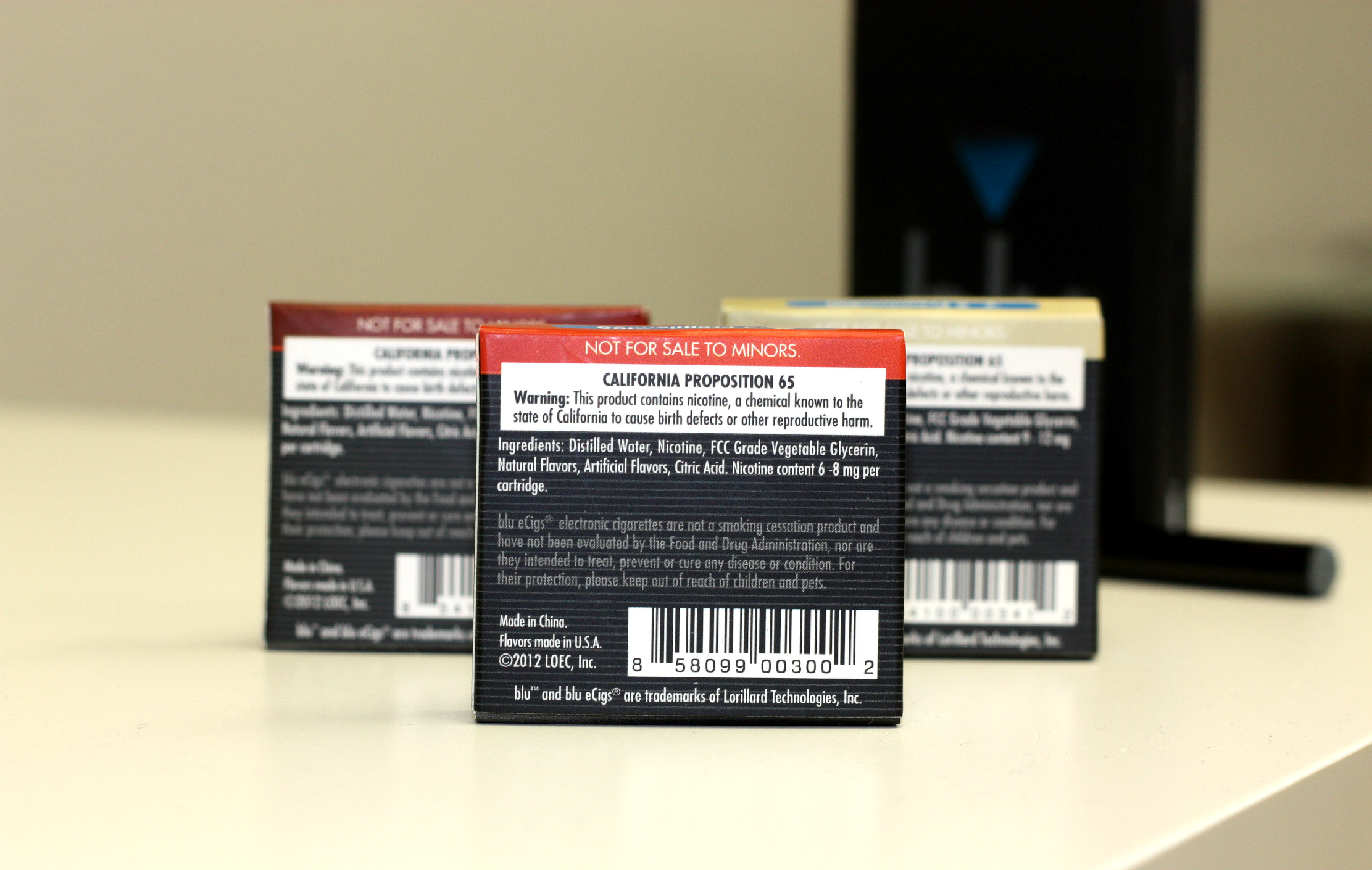
Інгредієнти в картриджі електронної сигарети: дистильована вода, нікотин, рослинний гліцерин FCC класу, натуральні ароматизатори, штучні ароматизатори, лимонна кислота. Вміст нікотину 6-8 мг у картриджі.

Нікотин впливає практично на кожну клітинку в організмі користувача. Нікотин може викликати підвищений кров'яний тиск і неправильні серцеві ритми. Також нікотин може впливати на ліпіди. Нікотин знижує рівень естрогену і його вже пов'язали з виникненням ранньої менопаузи у жінок. Нікотин може сприяти виникненню раку, тому тривале його використання не може бути нешкідливим. Нікотин може призвести до змін нейропластичності в головному мозку. В молодих людей є шанс виникнення нікотинової залежності; нікотин може вплинути на появу проблем з мозком і можливостей розвитку захворювань, що пов'язані з процесами вищих когнітивних функцій. У серпні 2014 року, в Американській Асоціації Серця (англ. American Heart Association) зазначили, що «електронні сигарети можуть підтримувати і заохочувати нікотинову залежність, особливо у дітей». У факультеті Громадської охорони здоров'я Великої Британії (англ. Faculty of Public Health) заявили, що «ключовою проблемою для кожного в галузі суспільної охорони здоров'я є те, що діти і молоді люди стають мішенню для масової реклами електронних сигарет. Існує небезпека, що використання електронних сигарет призведе до того, що молоді і некурящі люди стають залежними від нікотину та від самого процесу куріння. Докази і дослідження науковців із США також підтримують цю стурбованість».

### Метали
Існує обмежена кількість доказів про довготривалий вплив металів на організм людини. В електронних сигаретах містяться забруднення з невеликими кількостями металів у викидах, але, малоймовірно, що ці кількості будуть нести серйозний ризик для здоров'я користувачів. Сам пристрій може продукувати токсичність від крихітних частинок силікатних і важких металів, які містяться в рідині і парах. Вони впливають на організм людини таким чином, що вони складаються з металевих частин, які вступають в контакт з електронною рідиною.  Огляд 2014 року показав, що викиди електронних сигарет містять важкі метали нікелю, олова та хрому; при тестуванні це було виявлено на поколінні продуктів низької якості, в першу чергу на виробах — Cartimizers. Свинець також було знайдено. Метали можуть негативно вплинути на нервову систему. Метали також можуть впливати на нервову систему людини. У огляді 2014 року зазначалося, що у дослідженні було знайдено металеві частинки в рідині і аерозолі, їх в 10-50 разів було менше, ніж допускається в аерозольних ліках. В огляді 2014 року було зроблено висновок, що немає ніяких доказів забруднення аерозолю металами, що спростовує занепокоєння стосовно впливу електронних сигарет на здоров'я людини.

## Порівняння рівнів токсикантів у аерозольній електронній сигареті
| Токсиканти              | Діапазон вмісту в інгаляторах (15 затяжок∗) | Вміст у формі аерозолю в 12 електронних сигаретах (15 затяжок∗) | Вміст у традиційній сигареті мікрограм (мкг) |
| ----------------------- | ------------------------------------------- | --------------------------------------------------------------- | -------------------------------------------- |
| Формальдегід (μg)       | 0.2                                         | 0.2-5.61                                                        | 1.6-52                                       |
| Ацетальдегід (μg)       | 0.11                                        | 0.11-1.36                                                       | 52-140                                       |
| Акролеїн (μg)           | ND                                          | 0.07-4.19                                                       | 2.4-62                                       |
| o-Метилбензальдегід(μg) | 0.07                                        | 0.13-0.71                                                       | —                                            |
| Толуол (μg)             | ND                                          | ND-0.63                                                         | 8.3-70                                       |
| п- і м-Ксилол (μg)      | ND                                          | ND-0.2                                                          | —                                            |
| NNN (ng)                | ND                                          | ND-0.00043                                                      | 0.0005-0.19                                  |
| Кадмій (ng)             | 0.003                                       | ND-0.022                                                        | —                                            |
| Нікел (ng)              | 0.019                                       | 0.011-0.029                                                     | —                                            |
| Свинець (ng)            | 0.004                                       | 0.003-0.057                                                     | —                                            |

μg, мікрограм; ng, нанограм; ND, не виявлено
∗Було проаналізовано 15 затяжок для того, щоб оцінити постачання нікотину в одній традиційній сигареті.

## Вплив на функції легень та органів дихання
Ризики для легень до кінця не зрозумілі і цим фактом заклопотані органи охорони здоров'я. Існує також обмежена кількість даних про довгострокові наслідки впливу на здоров'я та стан легенів або ж серцево-судинної системи загалом. Звіти про рівні токсикантів у викидах суперечливі. Наслідки використання електронної сигарети на такі хвороби як астма та інші респіраторні захворювання невідомі.
Довготривалі ефекти щодо впливу на систему дихання невідомі. Безпосередніми побічними ефектами електронних сигарет є те, що після 5 хвилин використання на функції легень значно збільшується опір повітряного потоку. Це опір може завдати шкоди дихальній системі. Хоча будь-які шкідливі побічні ефекти серцево-судинної і дихальної функції після короткострокового використання електронних сигарет були значно м'якші порівняно з побічними ефектами від традиційних сигарет. Короткострокові фізіологічні ефекти включають підвищення артеріального тиску і частоту серцевих скорочень.
Це може збільшити ризик серцевої аритмії та гіпертонії, які можуть з'явитися у деяких користувачів, особливо у тих, що страждали від атеросклерозу або інших серцево-судинних факторів ризику; значним також є ризик гострого коронарного синдрому. Більшість з документальних описів можливих випадків побічних ефектів на серцево-судинну систему від використання електронної сигарети було пов'язано з неправильним використанням пристрою. Навіть якщо електронні сигарети, як очікується, виробляють менше небезпечних речовин, ніж традиційні сигарети, деякі дослідження підтримують думку про те, що підвищений ризик виникнення серцево-судинних хвороб є недооціненим. Обмежені дані свідчать про те, що електронні сигарети виробляють менше короткострокових побічних ефектів на функцію легенів, аніж традиційні сигарети. Огляд 2015 року показав, що електронні сигарети можуть викликати гостре захворювання легенів.

### Аерозоль і рідина електронної сигарети

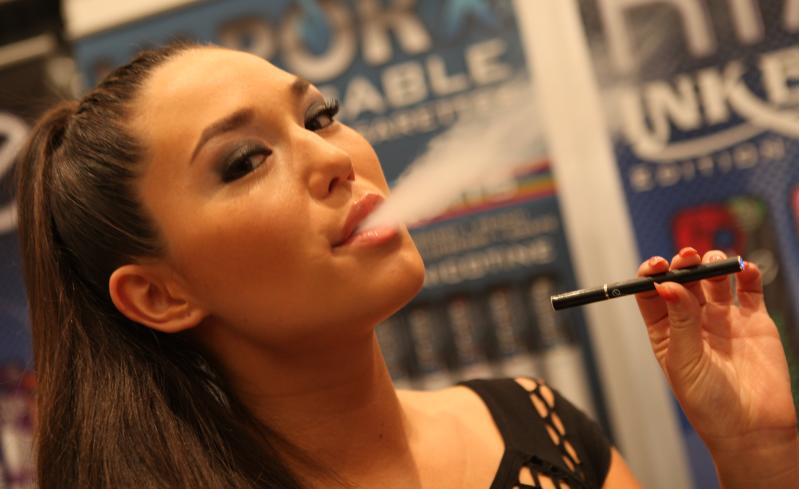
Жінка видихає пар аерозольної електронної сигарети.

Для того, щоб утворився аерозольний пар, рідину усередині камери електронних сигарет нагрівають приблизно до 100—250 ° С. Тим не менш, в пристроях змінної напруги можна підвищувати температуру і користувач має змогу сам налаштовувати рівень пару. Пар містить аналогічну основу хімічного складу електронної рідини, але вона може варіюватися за складом і концентрацією як всередині наявних продуктів у одного виробника, так і серед продуктів конкуруючих між собою компаній-виробників. У фізиці пара — це речовина в газовій формі, а аерозоль, в свою чергу, являє собою суспензію з найдрібніших рідких або твердих частинок або ж обох одразу, у вигляді газу. Аерозоль — це штучна рідка субмікронна конденсована пара, яка в основному складається з пропіленгліколю, гліцерину, води, ароматизаторів, нікотину та інших хімічних речовин. Аерозоль, що виробляється, нагадує сигаретний дим. Після затяжки інгаляція аерозолю рухається від пристрою через рот користувача і до легенів.

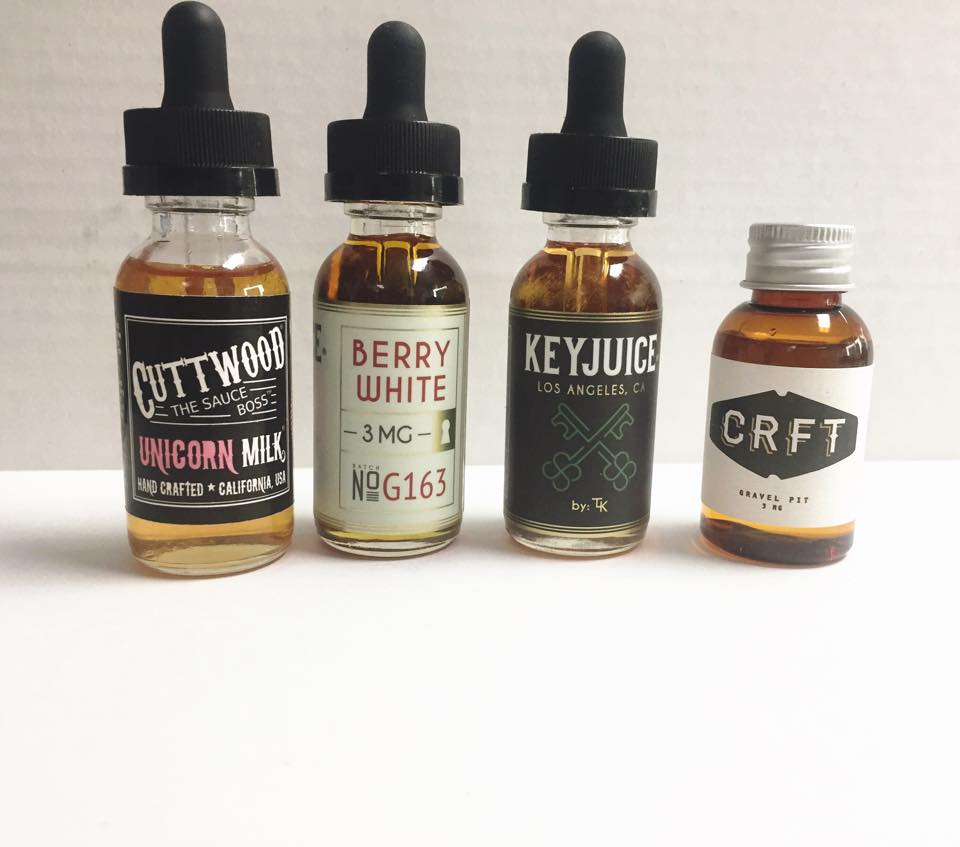
Різні пляшки рідини електронної сигарети

Дані, що були опубліковані в 2014 році в Американською промисловою асоціацією гігієни (англ. American Industrial Hygiene Association) свідчать, що електронні сигарети виділяють в повітря забруднювальні речовини, які можуть вдихати користувач і ті особи, що знаходяться поблизу. Вони закликали обмежити використання електронних сигарет в приміщеннях, а також закликали до впровадження аналогічних заборон як на куріння в громадських місцях. Проте дослідження не показали, що аерозоль не має ризику у заподіянні шкоди. В 2014 році було показано, що рівні інгаляційних забруднювачів, що знаходяться в парах електронних сигарет не викликають серйозної заклопотаності працівників системи охорони здоров'я стосовно впливу на людину з боку стандартів, які використовуються на робочих місцях для забезпечення безпеки. Використання електронних сигарет у вільних від тютюнового диму зонах може завдати незручностей у тих, хто взагалі не палить. Вплив на перехожих, швидше за все, буде набагато менш шкідливим, аніж від традиційних сигарет. 
У 2014 році у Всесвітній організації охорони здоров'я (англ. World Health Organization) заявили, що пасивне паління є проблемою, так як в даний час недостатньо даних для визначення того чи рівні пари, що видихаються користувачами електронних сигарет є безпечними для тих перехожих, що мимоволі піддаються впливу. У доповіді говориться, що «невідомо, чи підвищений вплив токсикантів та частинок у видихуваному аерозолі призведе до підвищеного ризику захворювання, або ж навіть смерті серед перехожих». У Британській медичній асоціації (англ. British Medical Association, BMA) зазначила у 2013 році, що є «побоювання стосовно того, що використання електронних сигарет може загрожувати нормі заборони паління в громадських та на робочих місцях». 

## Ефекти впродовж вагітності
У відгуку 2014 року було заявлено, що існують побоювання з приводу впливу електронних сигарет на процес вагітності у жінок. Потрапляння до організму може бути шляхом прямого використання або ж через вдихання пари інших користувачів електронних сигарет.  У 2014 році, не було зроблено ніяких конкретних висновків про можливі небезпеки для вагітних жінок, що використовують електронні сигарети. Також розвиваються дослідження щодо негативних наслідків нікотину на внутрішньоутробний розвиток головного мозку дитини. У огляді 2015 року зазначено, що будь-яка кількість нікотину є небезпечною для вагітних жінок. Передбачається, що електронна сигарета є небезпечною для плоду під час вагітності, якщо сигарети використовується матір'ю. Пренатальна експозиція була пов'язана з ожирінням, цукровим діабетом, високим рівнем холестерину і високим кров'яним тиском у неповнолітніх. У 2015 році, довгострокові проблеми, що можуть виникнути від електронних сигарет у матері та її ненароджених дітей є невідомими. Є побоювання з приводу впливу електронних сигарет на дитяче здоров'я від пасивного паління або ж від впливу «третіх рук». У доповіді від The Surgeon General's 2014 року прийшли до висновку «що нікотин негативно впливає на здоров'я матері та плоду під час вагітності і що вплив нікотину під час розвитку плоду має серйозні несприятливі наслідки для розвитку мозку». Переконання, що електронні сигарети є більш безпечними, ніж традиційні сигарети може збільшити кількість їх використання вагітними жінками. Токсичні ефекти ототожнюються з електронними сигаретами і вплив рідини на стовбурові клітини може бути спричинити ембріональну смерть або ж вроджені дефекти. До тих пір, доки електронні сигарети офіційно не підтверджені як інструменти, які допомагають кинути палити, вони визначаються як такі, що можуть бути шкідливими. Дозвіл на використання електронних сигарет вагітними жінками ставить цю категорію населення у значний ризик.

## Вплив на навколишнє середовище
Існує обмежена кількість інформації про будь-які екологічні проблеми, що пов'язані з виробництвом, використанням та утилізацією моделей електронних сигарет, які використовують картриджі. Ніяких офіційних досліджень, що були б проведені для оцінки екологічних наслідків прийняття або утилізації будь-яких частин електронних сигарет, в тому числі й батарей або ж нікотинової продукції немає. Також не досить зрозуміло які саме методи виробництва використовуються для того, щоб зробити нікотин у такому вигляді, в якому він використовується в електронних сигаретах. Значні викиди від нікотину можуть надходити з виробництв, якщо вони не належним чином контролюються. Деякі бренди електронних сигарет, що використовують картриджі заявили, що їх продукція є «еко-дружньою» і ні в якій мірі не заважає навколишньому середовищу. Проте, бентежить факт відсутності спеціалізованих досліджень, що спростують чи підтверджують цю думку. Деякі автори стверджують, що такий маркетинг може підвищити продажі і збільшити інтерес до електронних сигарет, особливо серед неповнолітніх користувачів.  Неясно, скільки традиційних сигарет співставні з використанням однієї електронної сигарети, в якій використовується картридж для середньостатистичного користувача. Інформація про енергію і матеріали, що використовуються для виробництва електронних сигарет в порівнянні з традиційними сигаретами є обмеженою. Електронні сигарети можуть бути вироблені вручну на невеликих заводах або ж вони можуть бути зроблені в автоматизованих виробництвах у набагато більших масштабах.  Великі виробництва продукують більші викиди в навколишнє середовище і, таким чином, матимуть більший вплив на навколишнє середовище. Хоча деякі бренди почали утилізувати картриджі та акумулятори для своїх електронних сигарет, невідомо наскільки є поширеною вторинна переробка. Також відсутня інформація про те, як правильно утилізувати одноразові частини. У звіті 2014 року було вказано, що «одноразові електронні сигарети можуть призвести до виникнення проблем з електричними відходами».

## Суспільне сприйняття
У організації «Дії по курінню і здоров'ю», Велика Британія (англ. Action on Smoking and Health) виявили, що в 2015 році в порівнянні з роком раніше «було більше помилкових переконань, що електронні сигарети можуть бути шкідливі на такому ж рівні, як і куріння сигарет». Серед курців, які чули про електронні сигарети, але ніколи не пробували їх це «сприйняття шкоди збільшилось майже в два рази з 12 % в 2014 році до 22 % в 2015 році».  І вже почали з'являтись висловлення занепокоєння тим, що «зростання цього помилкового сприйняття ризику бентежить багатьох курців і тому багато хто кидає палити електронні сигарети або просто утримується від їх паління палить традиційні сигарети, що згодом може бути погано вплинути на їх здоров'я і здоров'я тих, хто знаходиться навколо них».
В 2015 році в звіті Напівурядового агентства Громадської охорони здоров'я Англії (англ. Public Health England) відзначили, що цифри довіри до електронних сигарет у Великій Британії вищі, аніж в США. В США дослідили думку про те, що електронні сигарети безпечніші за традиційні. Таким чином, результати опитування показали, що довіра до електронних сигарет впала з 82 % в 2010 році до 51 % в 2014 році. У доповіді звинувачують «спотворені результати різних досліджень», а також залучення негативного висвітлення електронних сигарет в засобах масової інформації. Висвітлення сигарет, як таких, і те, що вони є настільки ж шкідливими як і паління традиційних сигарет. Фахівці дійшли до висновку, що «існує необхідність пропагувати найкращу оцінку, яка вказує, що електронні сигарети є на 95 % безпечнішими, аніж куріння традиційних сигарет».

## Пов'язані посилання
- Вікісховище має мультимедійні дані за темою: Електронні сигарети